# Baglio (architettura)

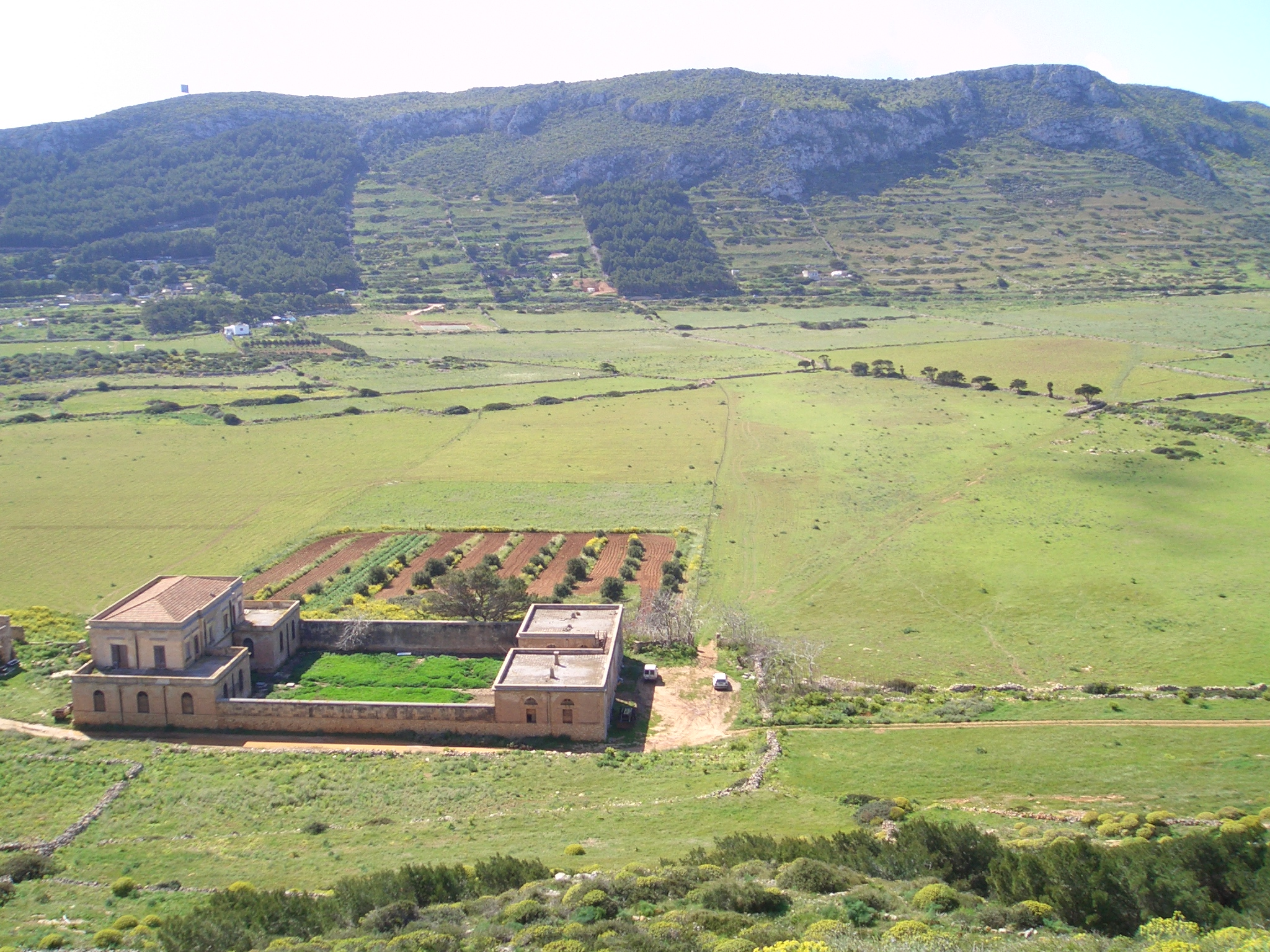
Baglio a Levanzo. Si nota chiaramente il cortile interno.

Il baglio è un edificio che contiene la corte o il cortile.

## Etimologia
Il concetto di baglio promana dal siciliano bagghiu, parola che, proprio per la presenza di parole affini nelle altre lingue romanze e germaniche, è probabile che derivi da un sostrato celtico prestato infine alla lingua latina sotto la forma di ballium, da intendersi come "un cortile circondato da alti edifici o muri". 
Il termine è diffuso in particolare nell'Europa normanna, dall’Inghilterra alla Sicilia, tanto che lo ritroviamo, come baille in Francia ("luogo chiuso ma scoperto con peculiarità difensive"), mentre in Inghilterra si trasformò in bailey ("mura esterne di un castello", "corte delimitata da mura"). Si contrapponeva al concetto di motta, cioè "collina dalla quale poter osservare dall'alto". In manoscritti risalenti al 1194 ritroviamo infatti il termine ballium riferito al castello di Vìcari. Del pari, il conte normanno Manfredi III Chiaramonte, intorno all'anno 1302, fondò l'avamposto di Chiaramonte (nel territorio di Ragusa) e chiamò baille la fortificazione che si estendeva attorno al castello. Questo è attestato sia in documenti di chiaramontani del 1593, sia in un documento del 1607 nella dizione Baglio di lo castello. Bagliu di lu castellu di Nothu si legge nella Vita beati Corradi, scritta verso la metà del Quattrocento in siciliano.  ma soprattutto per via della odierna esistenza dell'antico quartiere chiaramontano noto come "u Bagghiu" sorto proprio intorno al 1300.
In tempi più recenti, sempre in Sicilia, l'accezione di bagghiu si è continuato ad adottare per riferirsi, più strettamente, al "cortile interno delle masserie".
Derivando dal siciliano il termine è stato infine italianizzato nell'attuale baglio.
In questo luogo trovava, tra l'altro, espressione anche il balivo (balì o baulì), funzionario (pubblico o privato) al servizio del governante di turno nella gestione delle risorse.

## Nella Sicilia dei feudi

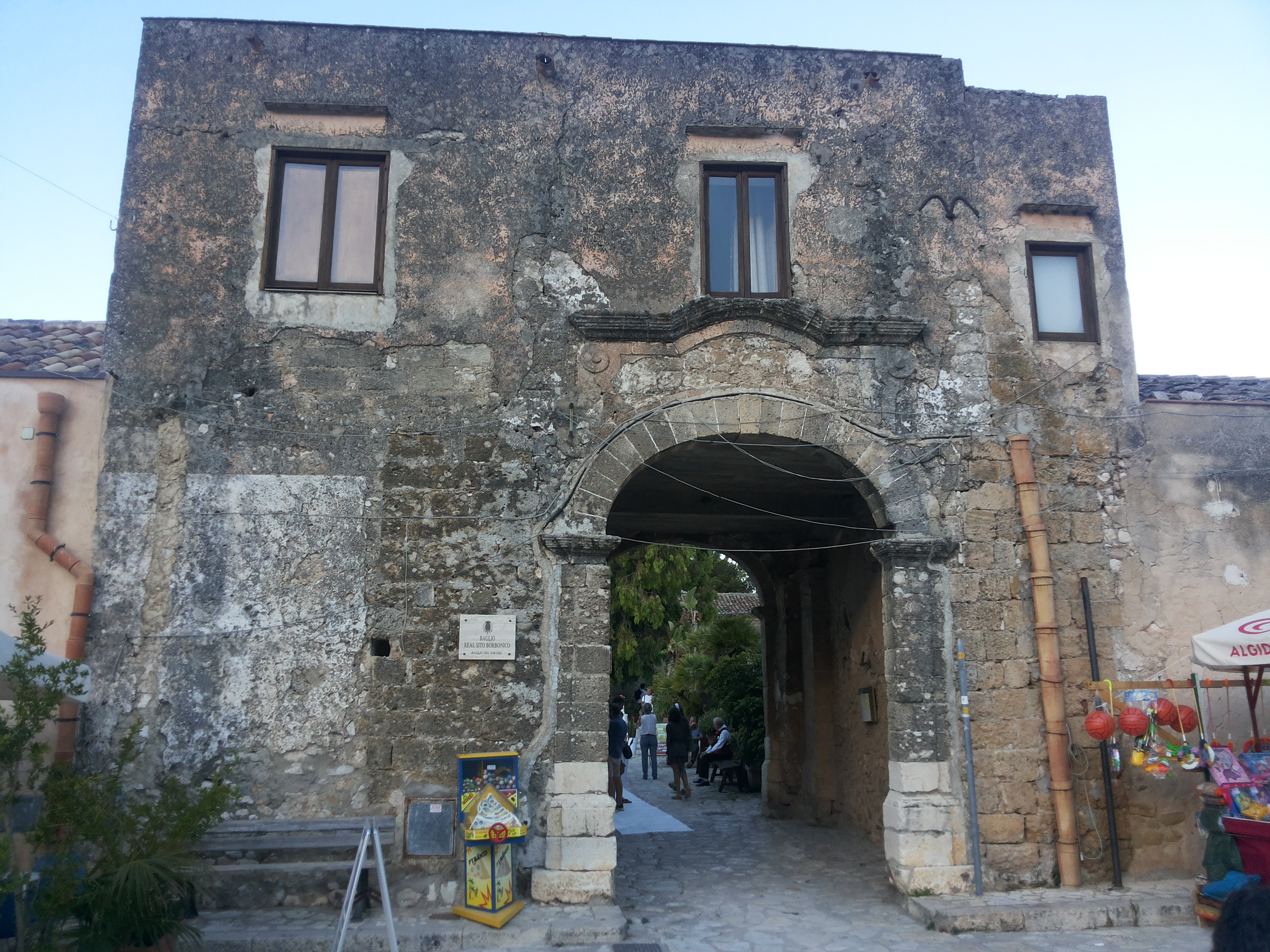
Entrata del baglio di Scopello, in provincia di Trapani.

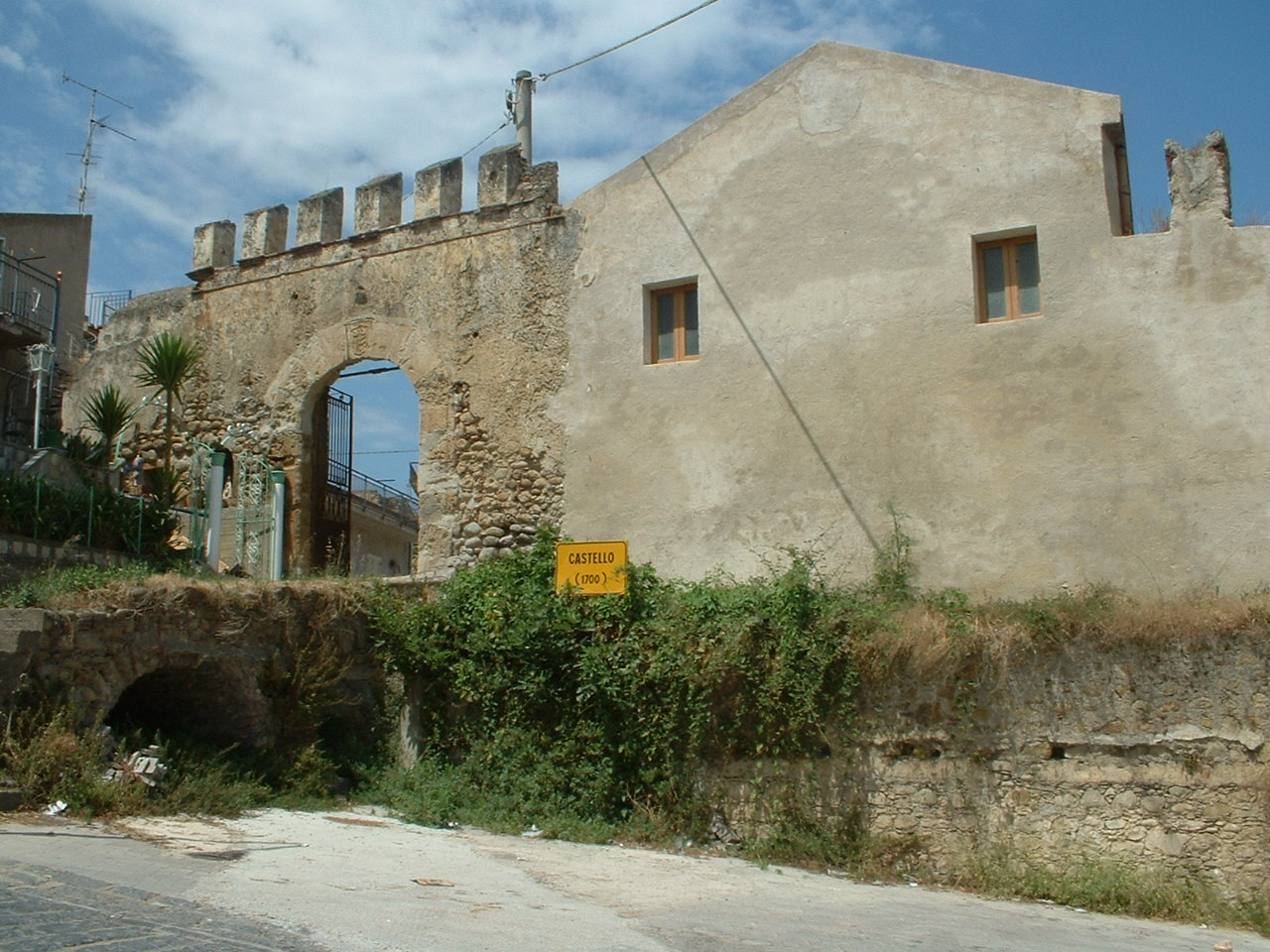
L'ingresso al Cortile esterno del Castello "Larcan-Gravina" di Acquedolci, dal quale si accede all'Antico Baglio risalente al secolo XV

Nel territorio siciliano, il baglio (bagghiu, in lingua siciliana) è una fattoria fortificata con ampio cortile.
La nascita del baglio coincide con il fenomeno "colonizzatore" di vaste aree interne, abbandonate e incolte, della Sicilia, da parte dei nobili locali (i "baroni"), tra il Cinquecento e il Settecento. La Spagna, che all'epoca dominava in Sicilia, necessitando di grandi quantità di cereali, aveva stabilito la concessione di una "licenza di ripopolamento" (la Licentia populandi), tramite la quale i nobili siciliani arrivarono a fondare persino dei veri e propri villaggi nei dintorni della costruzione originaria (le cosiddette "città di fondazione").
Il baglio è l'espressione di un'organizzazione geo-economica legata al feudo o al latifondo, e quindi alla grande proprietà terriera che alimentava le rendite delle classi aristocratiche e della borghesia. Il baglio era una grande azienda agricola abitata, oltre che dagli stessi proprietari terrieri, anche dai contadini che vi lavoravano tutto l'anno o stagionalmente. Era quindi dotato di numerosi alloggi, ma anche di stalle e depositi per i raccolti.
Ancor oggi in Sicilia, nelle zone di tradizionale uso agricolo, è possibile incontrare tali costruzioni di notevole volume ed estensione per lo più in abbandono ma a volte restaurate e riutilizzate come aziende agrituristiche.
Lo schema tipico del baglio comprendeva una costruzione dal carattere introspettivo, vale a dire chiusa all'esterno e con le aperture tutte rivolte all'interno della corte. Le mura perimetrali, senza aperture, facevano da protezione contro intrusi e malintenzionati, permettendo anche una difesa eventuale contro assalti di nemici. Un portone d'ingresso permetteva l'accesso al grande cortile anche alle carrozze e ai carriaggi da trasporto. In genere una parte dell'edificio a scopo abitativo aveva uno o più piani alti nei quali abitava il "padrone" e la sua famiglia. I piani bassi erano destinati ai contadini e al deposito delle provviste e dei foraggi. All'interno del cortile erano anche le stalle. Altri locali servivano per il deposito degli attrezzi da lavoro e come ricovero delle carrozze padronali.
I bagli sorgono quasi sistematicamente in prossimità di sorgenti d'acqua e in posizioni dominanti, da dove è facile controllare il territorio, e hanno un aspetto esteriore di luoghi fortificati, con poche piccole finestre esterne in legno, munite di inferriate. I bagli erano costruiti sempre in muratura di pietrame in opera con malta comune, di spessore variabile da un minimo di 0,50 metri fino a un massimo di 1,50 metri, presentano le parti angolari dei muri, gli architravi e gli stipiti in pietra scalpellinata. Esempio tipico di baglio padronale è l'Antico Baglio del Castello "Larcan-Gravina" di Acquedolci, una struttura che si sviluppa attorno ai ruderi della torre di avvistamento edificata nel 1398 dal cavaliere catalano Ugerotto Larcan, giunto sull'isola al seguito del re Martino I di Aragona nell'ultimo periodo del Regno di Trinacria. La costruzione del Baglio Antico risale al 1400 circa e sono visibili le tracce dell'originale pavimentazione in ciottoli e basole (in siciliano conosciuto col termine "acchiancatu"). Sul baglio si affacciano i magazzini, la torre e la torretta di guardia, la stalla ed una piccola chiesa. Il baglio di Acquedolci, al quale si accede da un portale d'ingresso con arco ad ogiva in stile arabo,è delimitato da possenti mura coronate da merlature ghibelline e sono leggibili ad est le tracce della guardiola. L'intera zona è stata gravemente danneggiata dai bombardamenti dell'agosto del 1943 e dalla demolizione della torre avvenuta negli anni '60 del secolo scorso.

## Classificazione
I bagli tipici si differenziano tra "bagli padronali" e "bagli contadini".
Le pavimentazione dei bagli, sia contadini sia signorili, è di lastre di pietra, dette balatuni, cioè delle basole, o di ciottoli di pietrame posti a coltello.
Nei bagli, inoltre, è sempre presente una chiesa rurale o cappellina, sistemata all'esterno o all'interno del complesso. I tetti sono generalmente realizzati con struttura portante in legno, con capriate "forbici", travi, listelli, mattoni in terracotta e tegole oppure orditura in legno o sole tegole.
I bagli padronali di forma quadrangolare con la corte chiusa su tutti i lati, comunicante all'esterno a mezzo di un grande portone di legno con chiodatura eseguita a disegni orientali: il portone trovasi spesso inserito in un portale ad arco a sesto pieno ribassato, fornito di rosone in ferro battuto.
A volte il portone era sormontato da un balcone.
All'interno la parte signorile era divisa dalla parte rurale da un muro interno con una porta per comunicare.
Alle volte la parte signorile o padronale erano su due elevazioni a cui si accedeva da una scala in pietra. Col tempo intorno al baglio si costruirono altre case formando così, veri e propri borghi È il caso del Baglio padronale di Acquedolci risalente al XV secolo e del Borgo della Vecchia Marina che vi si sviluppò attorno sul finire del XVII secolo.

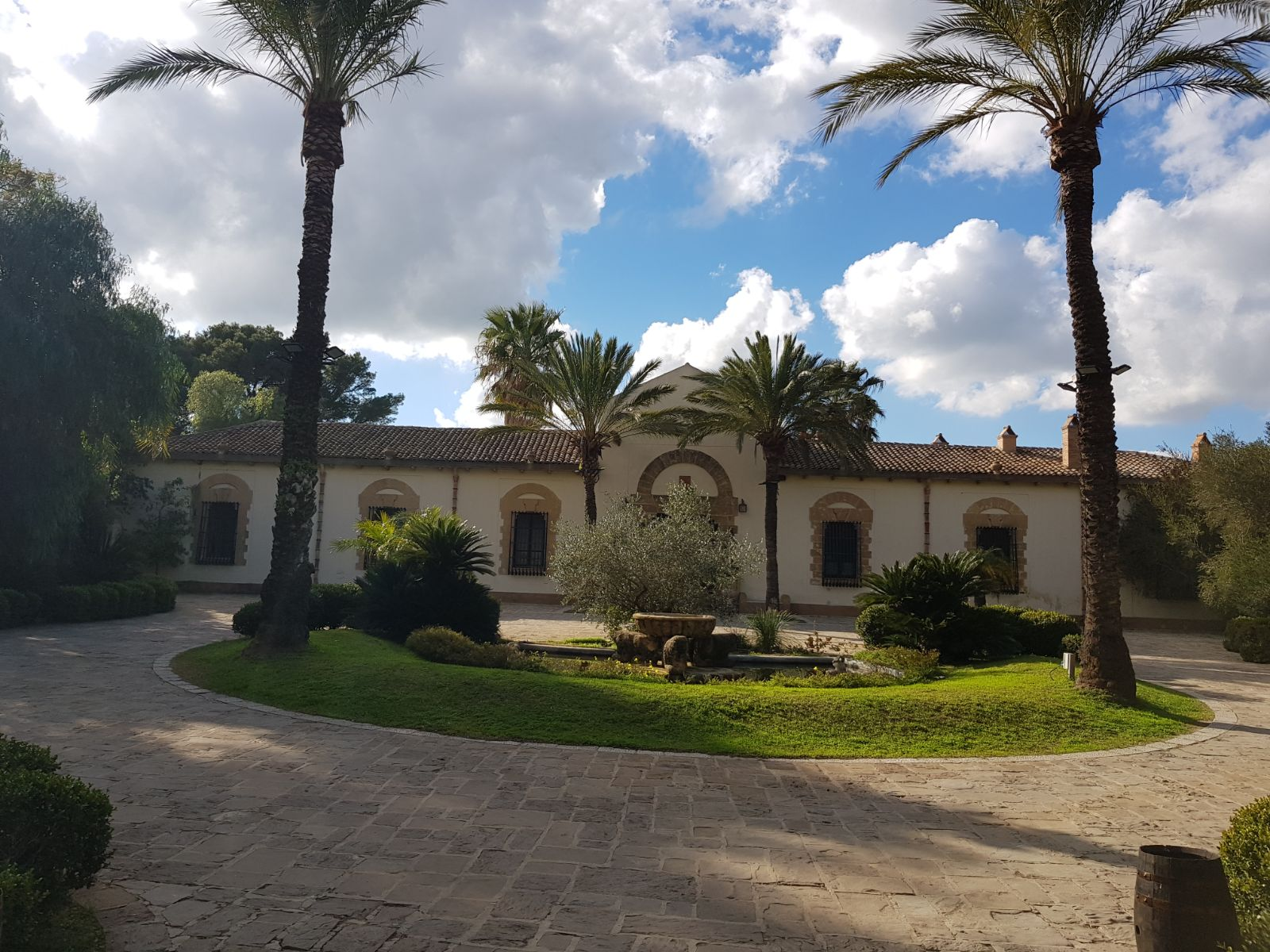
Esempio di baglio con tipico cortile

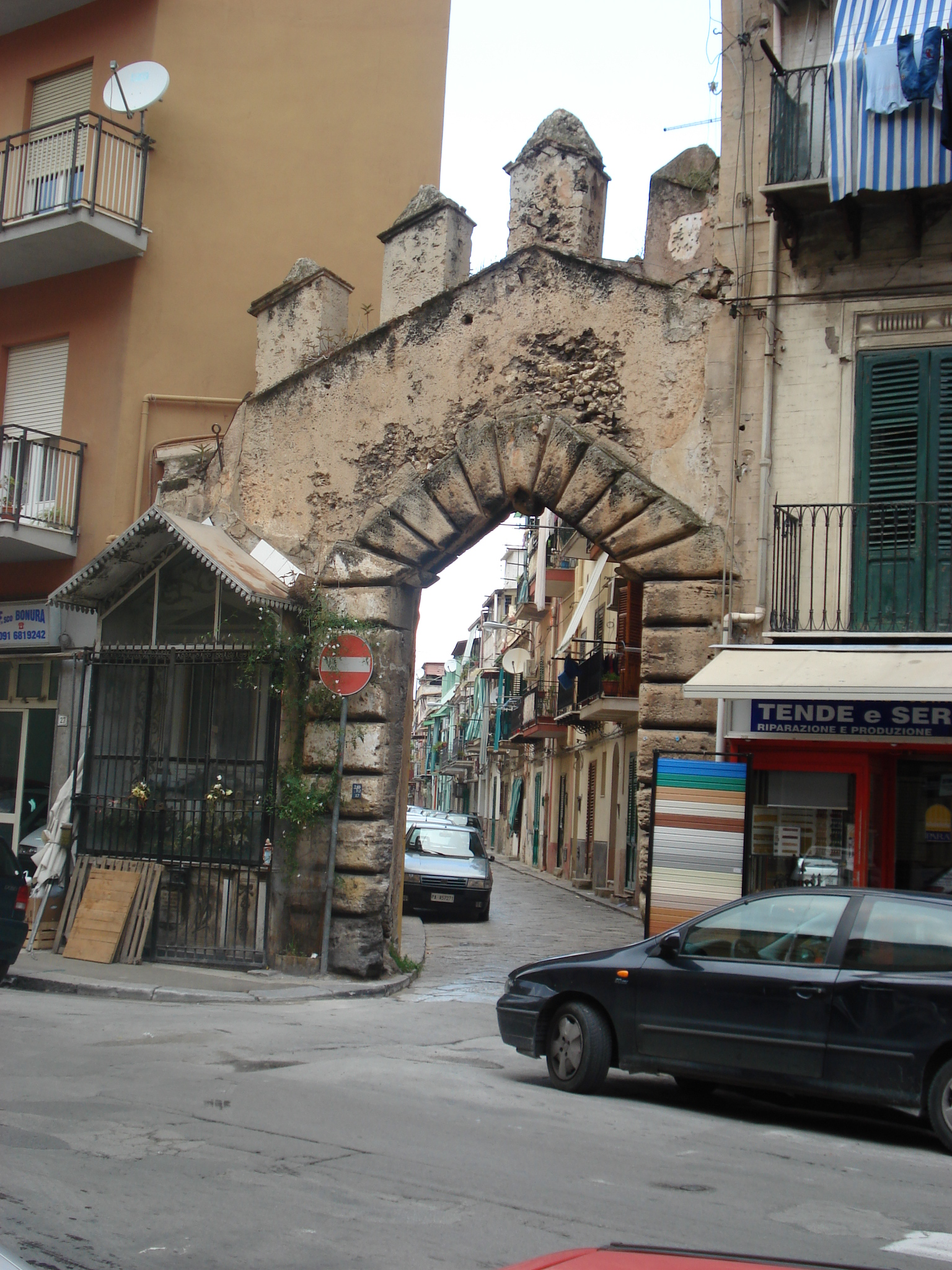
Porta d'ingresso a via dei Crociferi e quindi al Baglio dei Crociferi nel quartiere Noce di Palermo.

Un baglio padronale del '600 si trova in area urbana a Palermo presso il quartiere Noce. Al tempo della sua edificazione era un complesso agricolo residenziale nella periferia della città, di proprietà dell'Ordine dei Chierici regolari Ministri degli Infermi (detti padri crociferi) che avevano la loro Casa Professa presso la Chiesa di Santa Ninfa dei Crociferi, in via Maqueda, presso i Quattro Canti di Palermo. Risale ai primi del '600, ed è quindi la più vetusta architettura del quartiere, costituita da un corpo centrale con magazzini e da una grande cappella sul lato destro del prospetto che si affacciava sul cortile del baglio al cui centro sorgeva un fontanile. Il baglio era chiuso da alte mura e vi si entrava attraverso un alto portale, tuttora esistente, decorato con grosse bugne rilevate. Negli anni '60 il cortile fu aperto sul lato nord, ed attualmente è attraversato dalla via Tommaso Aversa.
I bagli contadini, invece, sorsero alla fine del 1800. Furono costruiti dai mezzadri che gestivano in proprio la terra avuta in concessione dal signore. A differenza dei bagli padronali, i muri erano spessi da 0,50 m a 1 metro, e costruiti in pietrame con malta comune. La struttura del baglio contadino è di norma un rettangolo, con finestre piccole ad alte, e feritoie nei muri. L'interno era formato da una stalla, una cantina, un fienile e un vano per dormire e mangiare. Tutti i vani interni erano comunicanti e l'accesso avveniva da un solo grande portone, quello della stalla..